# Yohan Cabaye
Yohan Cabaye (Tourcoing, 14 de janeiro de 1986) é um ex-futebolista francês que atuava como meia.
Integrou o Lille desde as categorias de base até 2011 quando transferiu-se ao Newcastle United.
Após três temporadas no Newcastle United foi contratado pelo Paris Saint-Germain em 29 de janeiro de 2014 por 25 milhões de euros (cerca de R$ 83 milhões), assinando um contrato de 3 anos.

## Internacional
(Atualizado em 7 de julho de 2016).
| Seleção nacional | Temporada | Jogos | Gols |
| ---------------- | --------- | ----- | ---- |
| França           | 2010      | 1     | 0    |
| França           | 2011      | 8     | 0    |
| França           | 2012      | 10    | 1    |
| França           | 2013      | 7     | 1    |
| França           | 2014      | 12    | 1    |
| França           | 2015      | 6     | 1    |
| França           | 2016      | 4     | 0    |
| Total            | Total     | 48    | 4    |

### Gols Internacionais
| 1                                   | 15 de Junho de 2012   | Donbass Arena, Donetsk, Ucrânia    | Ucrânia   | 2–0 | 2–0 | Eurocopa 2012 |
| 2                                   | 11 de Outubro de 2013 | Parc des Princes, Paris, França    | Austrália | 4–0 | 6–0 | Amistoso      |
| 3                                   | 8 de Junho de 2014    | Stade Pierre-Mauroy, Lille, França | Jamaica   | 1–0 | 8–0 | Amistoso      |
| 4                                   | 8 de Outubro de 2015  | Allianz Riviera, Nice, França      | Armênia   | 2–0 | 4–0 | Amistoso      |
| Atualizado em 8 de Outubro de 2015. |                       |                                    |           |     |     |               |

## Títulos
Lille
- Campeonato Francês: 2010–11
- Copa da França: 2010–11

Paris Saint-Germain
- Copa da Liga Francesa: 2013-14, 2014-15
- Campeonato Francês: 2013-14, 2014-15
- Copa da França: 2014-15

Seleção Francesa
- Campeonato Europeu de Futebol Sub-19: 2005
- Torneio Internacional de Toulon: 2006